# La calle de las novias
La calle de las novias é uma telenovela mexicana exibida pela Azteca e produzida por Christian Bach, Humberto Zurita e Gerardo Zurita em 2000. 
Foi protagonizada por Silvia Navarro, Juan Manuel Bernal, Fabiola Campomanes e Sergio Basañez e antagonizada por Lola Merino e Margarita Sanz.

## Enredo
A rua das Noivas é um lugar cheio e colorido, onde convivem muitos espaços típicos do centro da Cidade do México: pequenos comerciantes estabelecidos, vendedores ambulantes, uma vila, um café de chinos, um talher de costura, um velho ginásio de box e uma pequena igreja do século XVIII.
A rua é conhecida, popularmente, com esse nome porque ali funcionam varias tendas dedicadas a venda de vestidos de noivas e ornamentos para a celebração de matrimônios. Se trata, no entanto, de uma rua qualquer do centro.
É uma metáfora. Uma rua que não existe e que temos inventado para que transcorra como cenário de una historia de amor juvenil, como um lugar maravilhoso no coração do DF onde uns personagens queridos vivem seus dias com amor, dor, alegria e solidariedade.

## Elenco
- Silvia Navarro - Aura Sánchez
- Juan Manuel Bernal - Román Mendoza
- Sergio Basañez - Enrique
- Omar Fierro - Manuel Ortega
- Julieta Egurrola - Diana de Mendoza
- Arcelia Ramírez - Emilia Mendoza
- Margarita Sanz - Ernestina de Sánchez
- Sergio Bustamante - Luis Cardozo
- Fabiola Campomanes - María Sánchez
- Lola Merino - Lisette
- Guillermo Gil - Padre Tomás
- Rafael Cortés - Augusto Mendoza
- Víctor Huggo Martin - Gabriel Sánchez
- Bruno Bichir - Sergio
- Josafat Luna - Cuco
- Laura Padilla - Matilde
- Edith Kleiman - Marcela
- Tońo Valdéz - Ramiro
- Verónica Contreras - Natividad